# Clément Groffe
Clément Groffe est un joueur français de Volley-Ball.
Né le 20 novembre 1990 dans la commune du Havre, il a commencé le volley à l’âge de 10 ans dans le club de sa ville (Le HAC) où il a été formé par Roman Szczerbick ancien joueur de l’équipe nationale de Pologne. Sa carrière professionnelle commence au Tours volley-ball en 2011. 
Il mesure 1,90 m et joue actuellement au poste pointu pour le club d’Avignon Volley-Ball. Clément fait également partie de l’équipe de France de Snow-Volley depuis l’hiver 2022 où il a participé aux compétitions de la confédération européenne de volley-ball.

## Clubs
| Club                | Pays   | De        | À         |
| ------------------- | ------ | --------- | --------- |
| Le Havre AC         | France | 2000-2010 | 2010-2011 |
| Tours VB            | France | 2011-2012 | 2011-2012 |
| Canteleu-Maromme VB | France | 2012-2013 | 2012-2013 |
| Club Alès CVB       | France | 2013-2014 | 2013-2014 |
| Amiens MVB          | France | 2014-2016 | 2014-2016 |
| VB Chalon-sur-Saône | France | 2016-2017 | 2016-2017 |
| Mâcon               | France | 2017-2018 | 2017-2018 |
| Sennecey-le-Grand   | France | 2018-2020 | 2018-2020 |
| Avignon Volley-Ball | France | 2018-2020 | 2018-2020 |

## Palmarès
- Championnat de France Ligue A (1)
  - Vainqueur : 2012